# سنجاي سيث
سنجاي سيث (بالإنجليزية: Sanjay Seth)‏ هو سياسي هندي، ولد في 1961. نشط حزبياً في سماجوادي. وقد انتخب Member of the 17th Lok Sabha ‏ عن دائرة Ranchi Lok Sabha constituency ‏ وقد انضم خلال فترته النيابية ‏ للكتلة البرلمانية حزب بهاراتيا جاناتا وانتخب عضو راجيا سابها ‏ عن دائرة أتر برديش وقد انضم خلال فترته النيابية للكتلة البرلمانية سماجوادي.